# Amblyraja hyperborea
 Amblyraja hyperborea és una espècie de peix de la família dels raids i de l'ordre dels raïformes.

## Morfologia
- Els mascles poden assolir 106 cm de longitud total.[3][4]

## Reproducció
És ovípar i les femelles ponen càpsules d'ous, les quals presenten com unes banyes a la closca.

## Alimentació
Menja animals bentònics.

## Hàbitat
És un peix marí i d'aigües profundes que viu entre 140-2.500 m de fondària.

## Distribució geogràfica
Es troba a Austràlia, el Canadà, Colòmbia, Costa Rica, l'Equador, les illes Fèroe, Groenlàndia, Islàndia, Nova Zelanda, Noruega (incloent-hi Svalbard), Panamà, Rússia, Sud-àfrica i la Gran Bretanya.

## Costums
És bentònic.

## Observacions
És inofensiu per als humans.